# 会昌北站
会昌北站位于江西省赣州市会昌县西江镇，是赣龙铁路以及赣龙铁路复线的一座火车站，客货运车站；在赣龙铁路上距离赣州站130公里。

## 历史
根据2015年9月12日的新闻西江站在新建的赣瑞龙铁路叫会昌北站。
9月28日会昌发布确认车站改名。
2015年10月14日进入联调联试南局新闻稿中以及后续调试的红头文件中本站为会昌北站，亦有网民在论坛发帖表示车站名称已改。